# Gornergrat

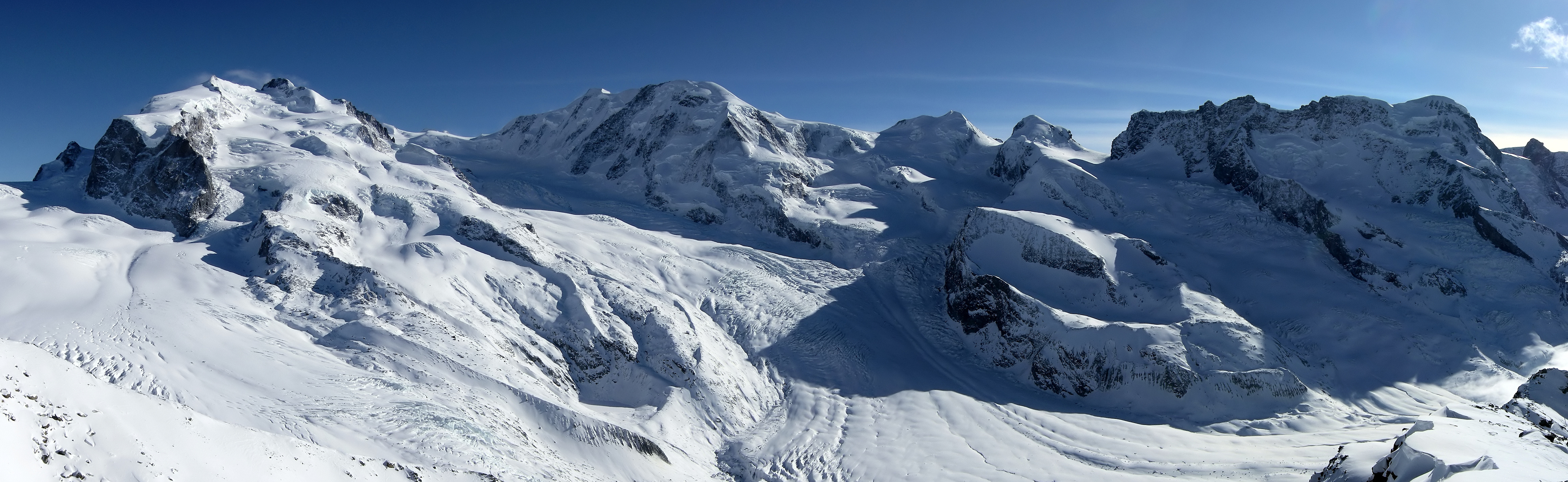
In Blickrichtung linkerhand vom Matterhorn (siehe dazu Panoramabild unten) liegt das Monte-Rosa-Massiv (li.) mit der Dufourspitze (4.634 m) als höchstem Berg der Schweiz, sowie (nach r.) Liskamm, Castor, Pollux, Breithorn und Kleines Matterhorn

Der Gornergrat ist ein Berggrat auf einer Höhe von 3135 m ü. M.
Er befindet sich rund drei Kilometer östlich von Zermatt im Schweizer Kanton Wallis. Der Gornergrat befindet sich zwischen dem Gornergletscher und dem Findelgletscher und bietet eine Sicht auf mehr als 20 Viertausender, darunter den Monte Rosa, das Matterhorn und den Liskamm.
Die Gornergratbahn führt von Zermatt (1620 m ü. M.) über Riffelalp (2222 m ü. M.) und Riffelberg (2600 m ü. M.) auf den Gornergrat und überwindet dabei eine Höhendifferenz von fast 1500 Metern. An der Endstation (3089 m ü. M.) auf der südwestlichen Spitze des Grates befindet sich das Kulmhotel, welches das höchstgelegene Berghotel der Schweiz ist.
Mit einer neuen Gondelbahn, die von Furi aus zum Riffelberg führt, ist das Skigebiet Gornergrat mit dem Skigebiet Klein Matterhorn verbunden. Vom Gornergrat war von 1958 bis 2007 das Zermatter Stockhorn mit einer Pendelbahn erreichbar, die über das Hohtälli führte.

## Geschichte
Der Tourismus begann sich bereits in den 1870er-Jahren zu entwickeln. Schon 1896 wurde das frühere Hotel Belvédère eröffnet. Die Gornergratbahn wurde 1898 eröffnet und ist die erste voll elektrifizierte Zahnradbahn der Schweiz. Dadurch stieg der Touristenstrom rasant an. Zermatt erkannte die Bedeutung des Gornergrats als Touristenort sehr schnell. Deshalb erbauten sie von 1897 bis 1907 das Kulmhotel, welches noch heute dort steht.
1904 fertigte Bruno Wehrli und seine Brüder für die Louisiana Purchase Exposition die damals grösste Landschaftsfotografie der Welt an. Diese zeigte ein Panorama des Gornergrats und hatte eine Länge von 20,50 Metern und war 2,25 Meter hoch. Die Aufnahmen wurden auf Platten von 18 cm X 24 cm belichtet und auf Bromsilberpapier kopiert. Die Platten und das Bromsilberpapier wurden von der Firma «J. H. Smith & Co.» aus Zürich hergestellt.
Wegen verschiedener Gefahren war anfänglich nur der Sommerbetrieb der Gornergratbahn möglich. 1928 fuhr die Bahn erstmals auch im Winter bis zur Riffelalp, dies ermöglichte die erste Wintersportsaison in Zermatt. Nach und nach wurde die ganze Strecke wintersicher gemacht, so dass 1942 erstmals auch im Winter bis zur Endstation auf dem Gornergrat gefahren werden konnte. Bereits acht Jahre später war die Betriebsfrequenz im Winter höher als im Sommer. Durch die ständig wachsende Anzahl Besucher, wurde auch die Bahn immer weiter ausgebaut. Heute beträgt die Fahrzeit auf den Gornergrat nur noch 33 Minuten.

## Forschungsstation
Auf den beiden Türmen des Berghotels wurden in den späten 1960er Jahren zwei astronomische Observatorien der HFSJG (Hochalpine Forschungsstationen Jungfraujoch und Gornergrat) errichtet. Das Observatorium Gornergrat Nord beherbergte bis 2005 ein 1,5-Meter-Infrarotteleskop (TIRGO), das Observatorium Gornergrat Süd bis Mitte 2010 ein 3-Meter-Radioteleskop (KOSMA). Heute steht das Observatorium Gornergrat Süd Schülern, Studenten, Besuchern des Gornergrats sowie der Öffentlichkeit durch das Projekt ‚Stellarium Gornergrat‘ zur Verfügung. Das Observatorium wurde so konstruiert, dass Beobachtungen vor Ort oder über das Internet aus der Ferne gesteuert werden können. Die Station ermöglicht astronomische Beobachtungen sowie pädagogische Programme. Die Universität Bern betrieb von 1998 bis 2017 in Zusammenarbeit mit dem Solar Terrestrial Environment Laboratory der Nagoya University einen Laborcontainer zur Messung solarer Neutronen, der den europäischen Eckpunkt eines weltweiten Netzwerks solcher Messstationen darstellte.

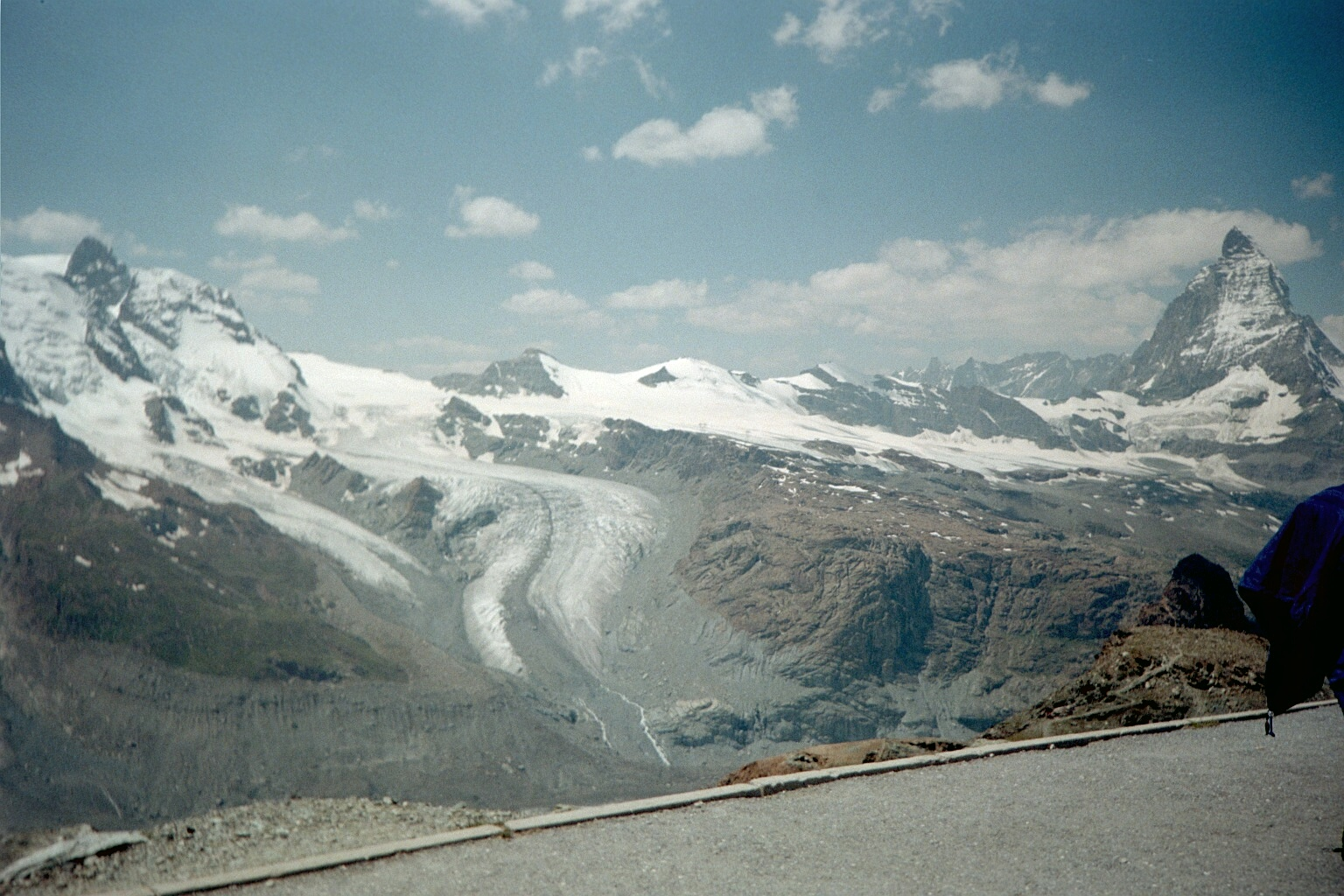
Blick vom Gornergrat auf die beiden Theodulgletscher
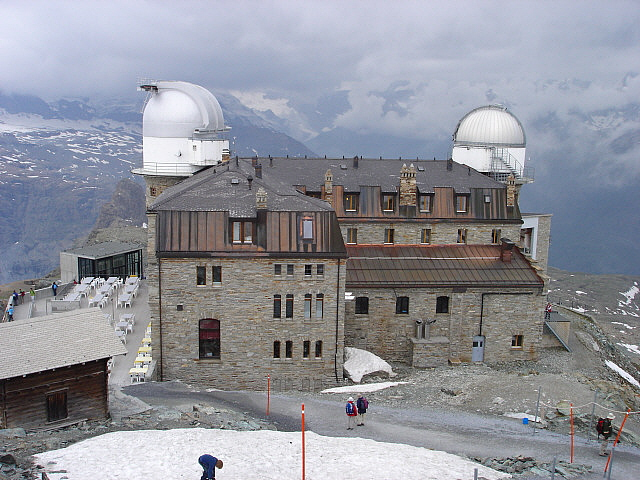
Berghotel mit den Kuppeln der Observatorien
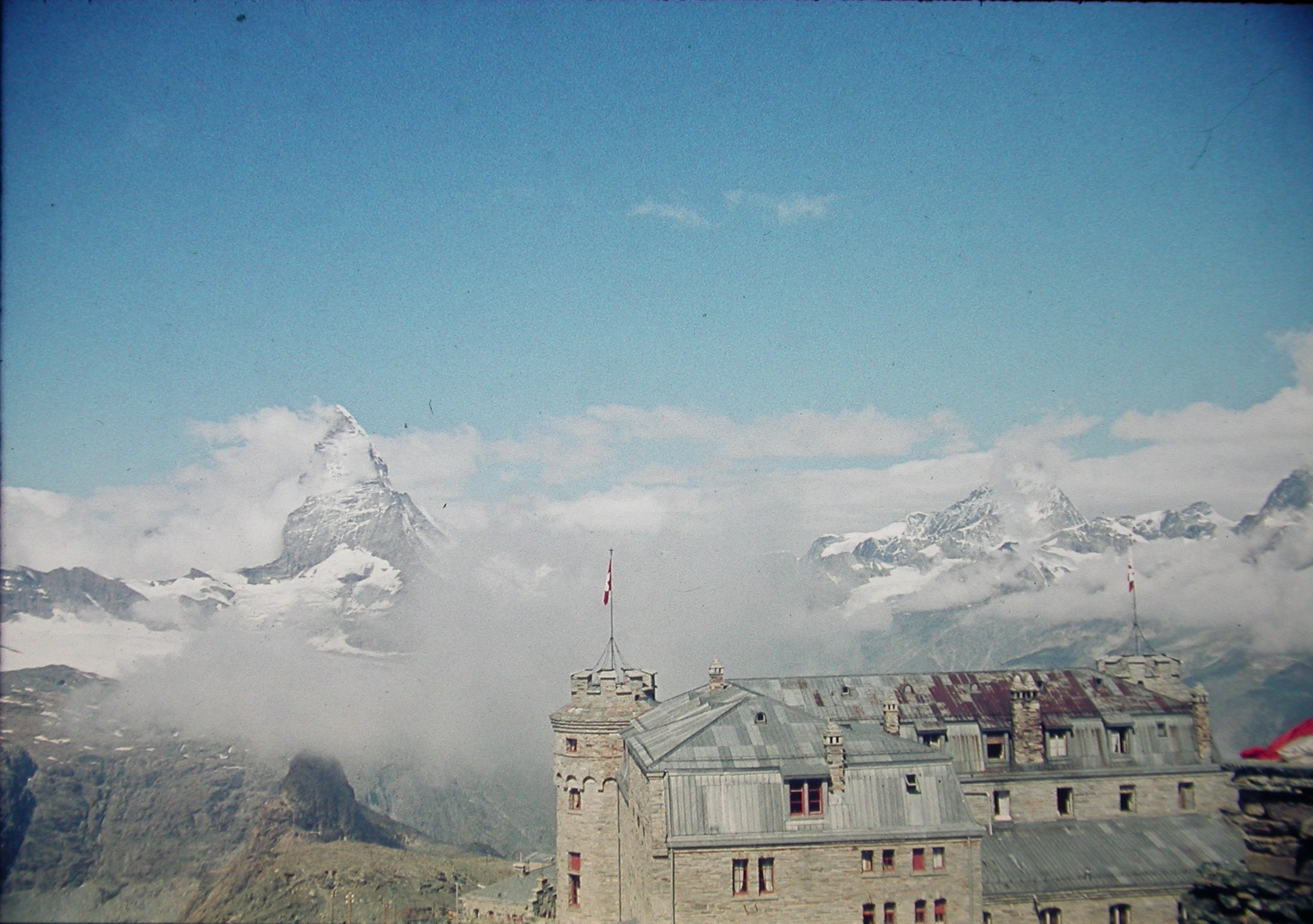
Berghotel ohne Kuppeln im Jahr 1959
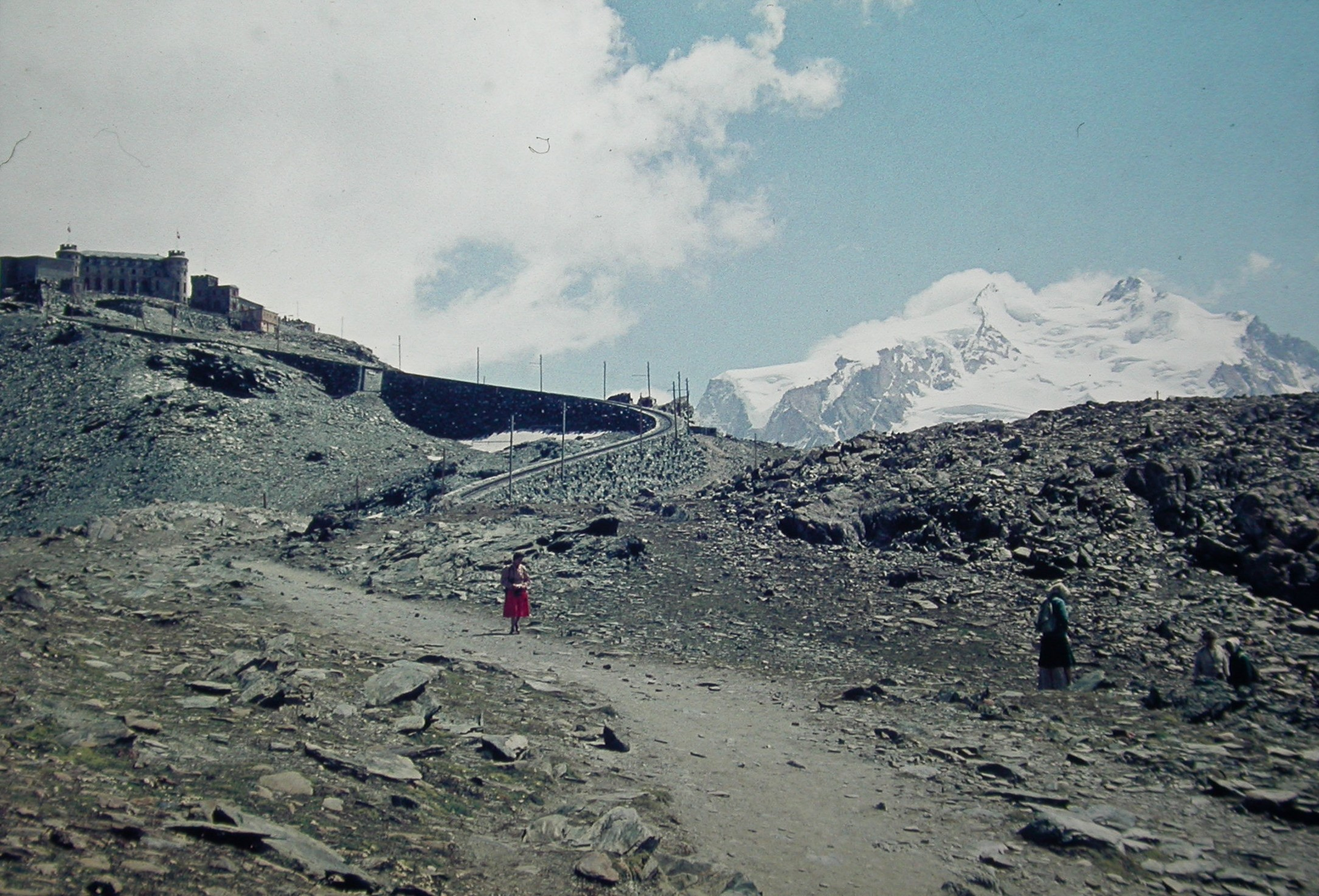
Die damals noch einspurige Bahn im Jahr 1959
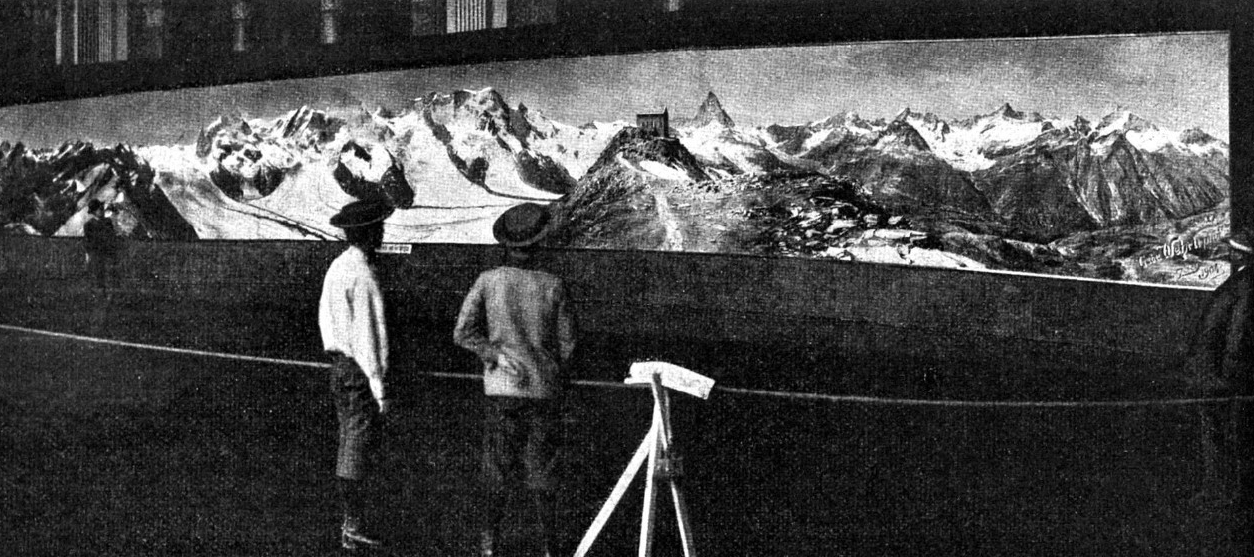
1904. Gornergrat Panorama. Fotografie von den Gebrüdern Wehrli.
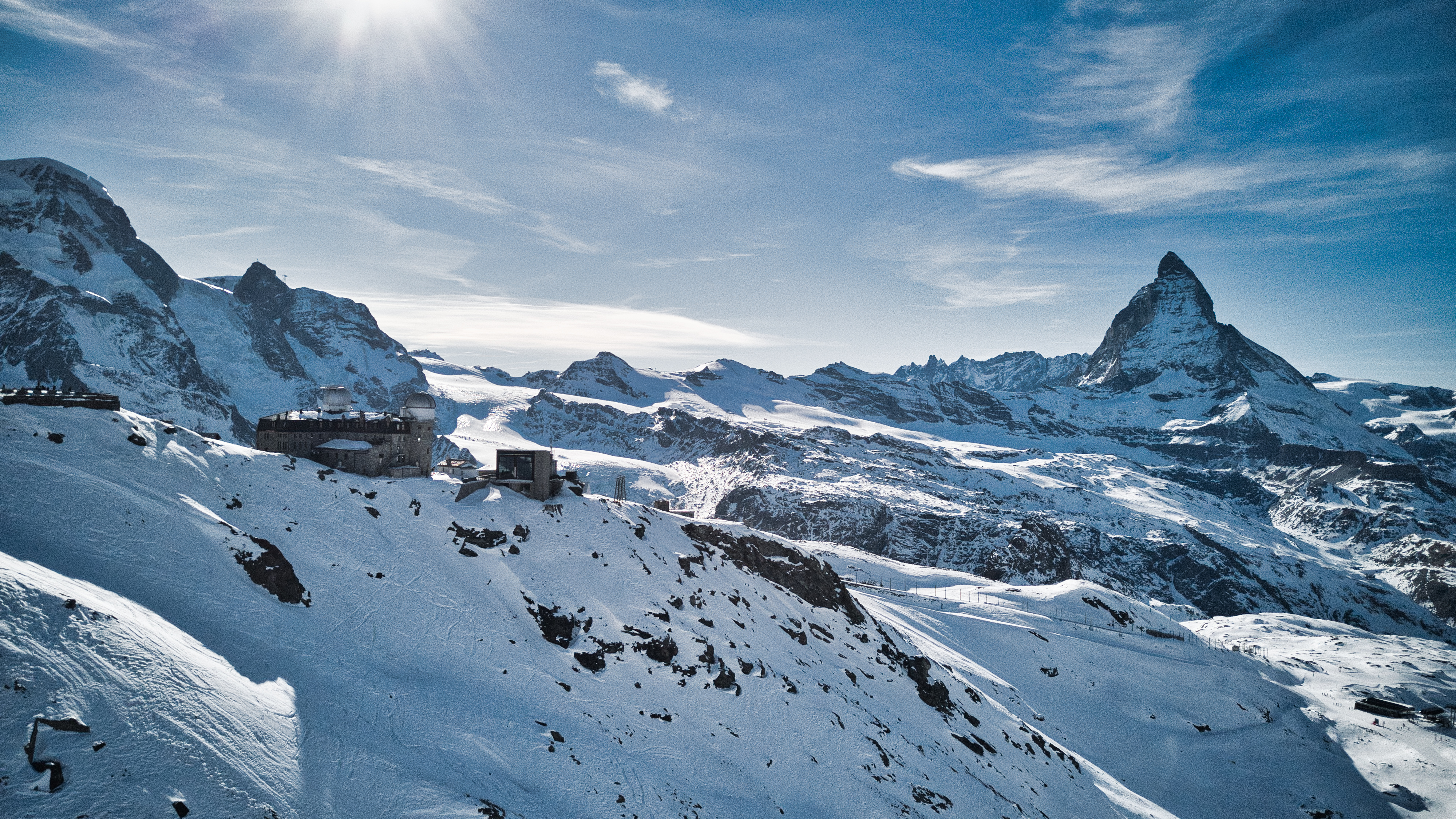
Gornergrat mit Matterhorn (2023)

## Einzelnachweise

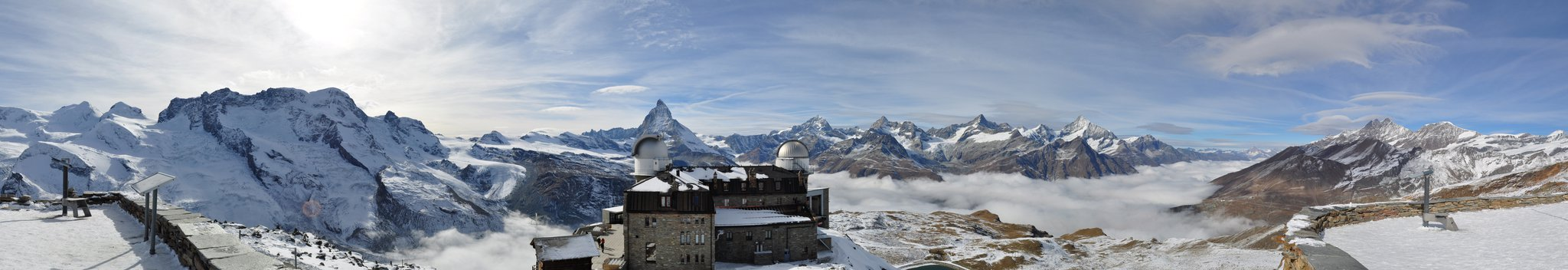
Panorama von der Gornergratplattform aus (3130 m ü. M.)